# Восстание Ивайло

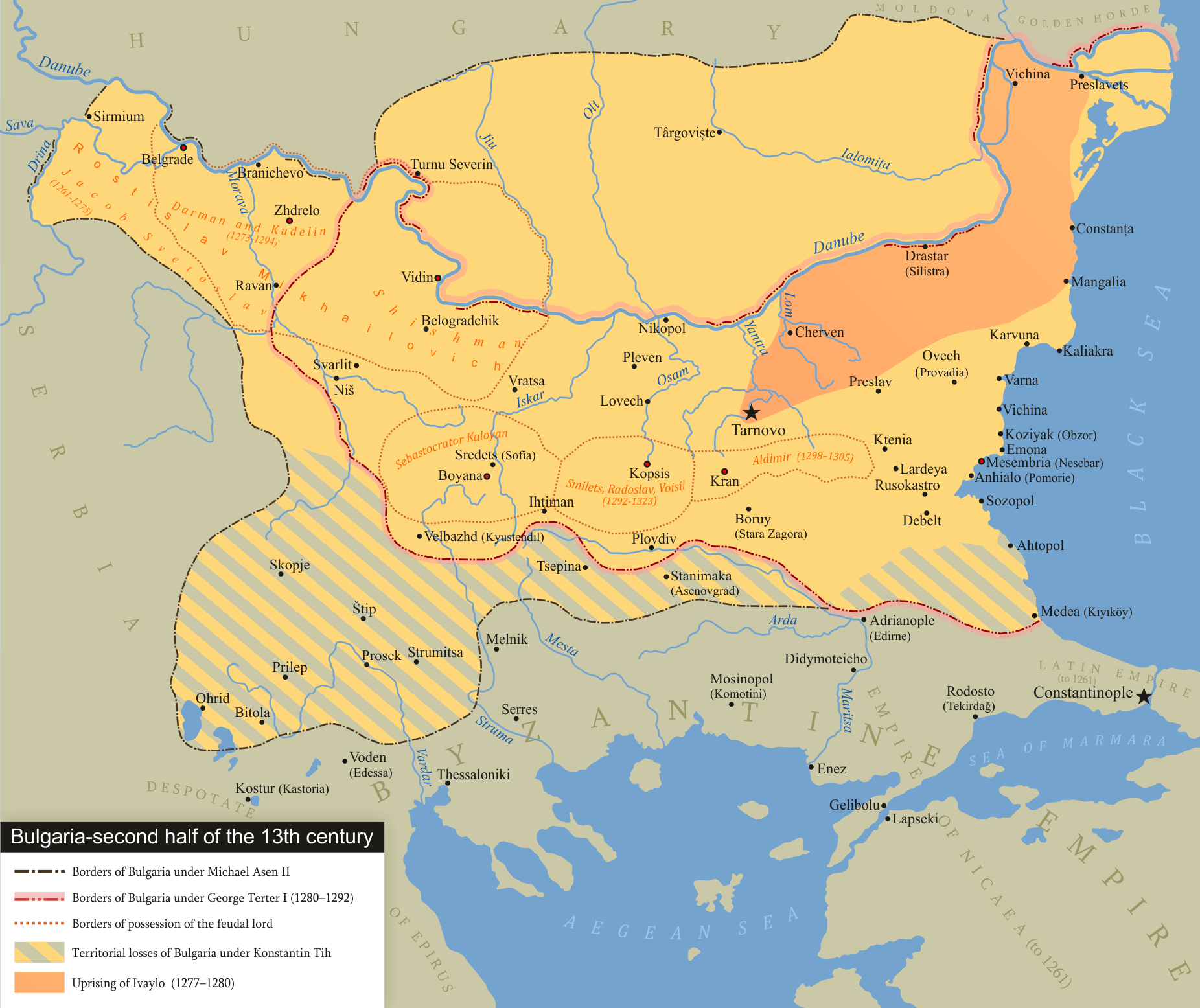
Восстание Ивайло

Восстание Ивайло (болг. Въстание на Ивайло) — восстание в 1277—1278 годах болгарского крестьянства под предводительством будущего болгарского царя Ивайло против некомпетентного правления царя Константина Тиха и болгарской знати.
Восстание было вызвано, главным образом, неспособностью центральных властей противостоять монгольской угрозе в северо-восточной Болгарии. Слабость государственных институтов была результатом ускоренной феодализации Второго Болгарского царства. Монголы грабили и разоряли болгарское население на протяжении десятилетий — особенно, в районе Добруджи. 
В ходе восстания Ивайло во главе крестьянской армии успешно отразил монгольские удары, победил царские войска и был провозглашён новым правителем Болгарии, но, оказавшись зажат между Византийской империей и Золотой Ордой, бежал к своим недавним ордынским неприятелям и был убит.

## Предпосылки
После кончины Ивана Асена II (1218—1241), Болгарское царство постепенно начало уменьшаться: как в результате того, что на троне часто оказывались младенцы, так и из-за внутренних распрей среди местных дворян. Север страны переживал постоянные монгольские набеги нашествия: особенно после 1240-х годов. Хотя Иван Асен II разбил монголов незадолго до своей смерти, регент Коломан I Асень (1241—1246) согласился выплачивать ежегодную дань кочевникам, дабы избежать новых опустошений. Затем произошёл распад конфедерации правителей в Дешт-и-Кипчаке и создание монгольской Золотой Орды. Это имело долгосрочные политические и стратегические последствия для Болгарии — предыдущие правители были болгарскими союзниками и часто снабжали болгарскую армию вспомогательной кавалерией, в то время как Золотая Орда оказывалась враждебным государством.
На юге Болгария потеряла значительные части Фракии и Македонии в пользу Никейской империи, которая избежала первоначальных нападений монголов. Земли на северо-западе — включая Белград, Браничево и Северин Банат — были завоеваны Королевством Венгрия.
В 1256 году в Болгарии началась гражданская война между Мицо Асеном (1256—1257), родственником Ивана Асена II, который обосновался в юго-восточной Болгарии, и боярином из Скопье Константином Тиха (1257—1277), который был провозглашен императором дворянством в Тырново. Одновременно, венгерский дворянин княжеского происхождения Ростислав Михайлович обосновался в Видине — в качестве ещё одного претендента на титул императора страны (и был признан таковым Королевством Венгрия).
К 1261 году Константин Тих стал победителем, но его 20-летнее царство не принесло стабильности Болгарии: Видин остался независимым от центральных властей в Тырново, а монголы регулярно проводили атаки на северо-восток страны, грабя деревни и парализуя экономическую жизнь в регионе. В том же году Михаил VIII Палеолог (1259—1282) захватил Константинополь и восстановил Византийскую империю, которая стала главным противником Болгарии на юге.
В 1260-х годах Константин Тих сломал ногу на охоте и остался парализован ниже талии. Инвалидность заметно ослабила его контроль над правительством, и он попал под влияние своей второй жены — Ирины Дукены Ласкарины — которая, вместе со своими родственниками, постоянно участвовала в интригах при византийском дворе. Позже он оставил государственные дела своей третьей жене — Марии Палеологине Кантакузине — «скандальной интриганке», чьи действия по обеспечению наследия престола её сыном озлобили дворянство.

## Восстание

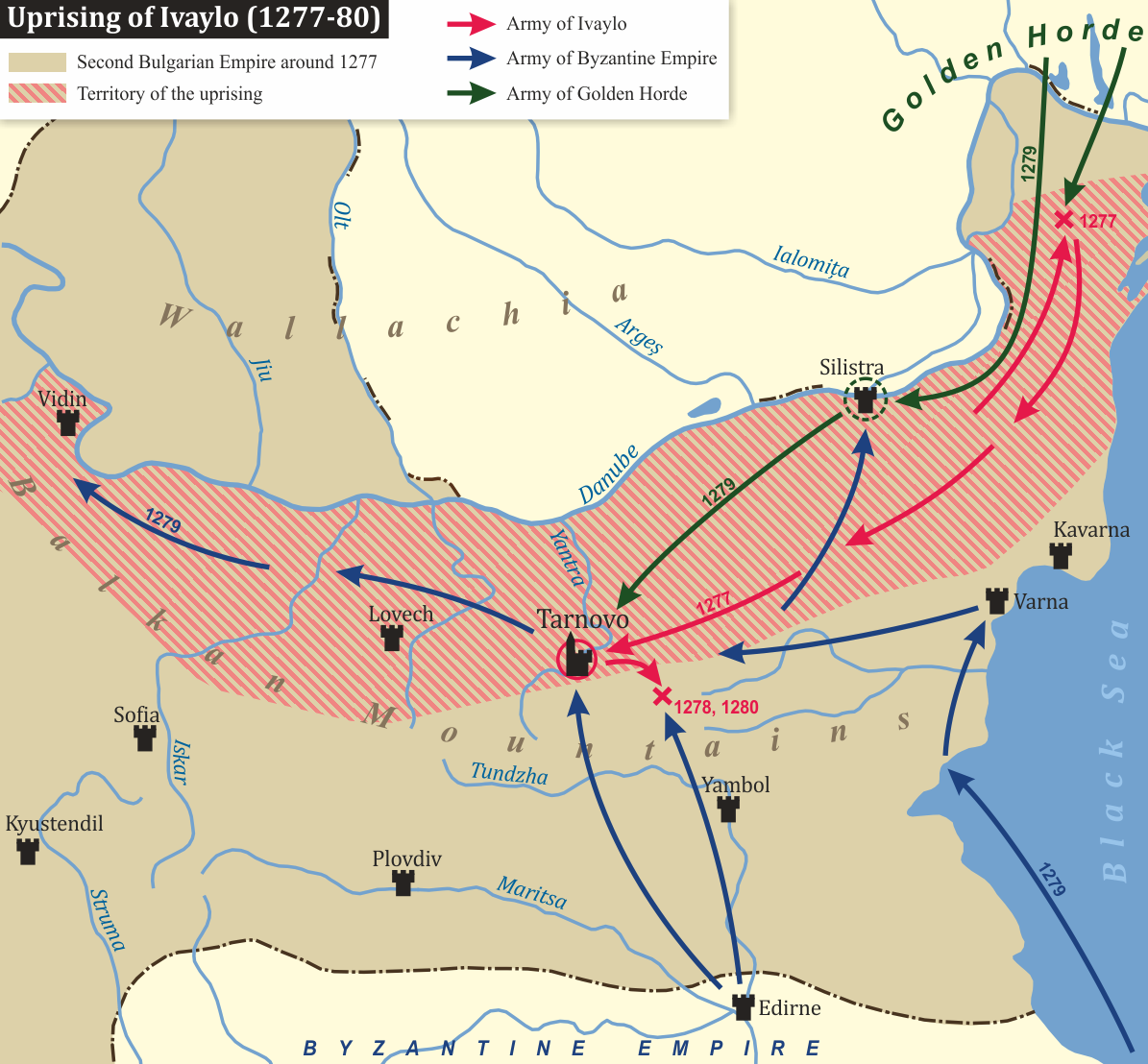
Военные действия войск Ивайло, Византии и Золотой Орды в ходе восстания

В 1277 крестьянский лидер Ивайло — которого современных ему византийские летописцы называли «свинопасом» — оказался успешным полководцем и харизматичным лидером. В первые месяцы восстания он разбил как монголов, так и царские армии — лично убив Константина Тиха в одном из сражений.
Византийский император Михаил VIII Палеолог попытался использовать сложившуюся ситуацию в свою пользу и вторгся в Болгарию. Он послал Ивана Асена III, сына бывшего царя Мицо Асена, в качестве претендента на болгарский трон, снабдив его крупной византийской армией. Но Ивайло в 1278 опередил его и совершив триумфальный въезд в столицу Тырново, женился на вдове императора Марии, после чего заставил местное дворянство признать себя новым царём Болгарии.

## Последствия
Византийский император Михаил VIII «подтолкнул» монголов к атаке с севера, заставив тем самым царя Ивайло сражаться сразу на двух фронтах. Ивайло был разбит монголами и оказался в осаде в крепости Драстар; в его отсутствие дворянство в столице Тырнове открыло ворота новому царю Ивану Асену III. Император Михаил VIII для его поддержки послал против Ивайла в Болгарию две большие армии — но обе они были разбиты болгарскими повстанцами в Балканских горах. Ивайло вскоре удалось прорвать осаду Драстара, и Иван Асен III бежал обратно в Византийскую империю. Но дворянство в столице провозгласило новым царём выходца из своей среды, магната Георгия I Тертера.
Окруженный врагами и терявший поддержку из-за постоянных войн, Ивайло бежал в стан монгольского военачальника Ногай-хана, чтобы искать помощи — но, в конечном счёте, был убит. Последствия восстания и правления Ивайло долго оказывали влияние как на Болгарию, так и на Византию: через годы после кончины царя-«свинопаса» в Византийской империи объявились два «Псевдо-Ивайло», которые пользовались широкой поддержкой населения.